# Слаптинци
Слаптинци (словен. Slaptinci) су насељено место у општини Свети Јуриј об Шчавници, Помурска регија, Словенија.

## Историја
До територијалне реорганизације у Словенији били су у саставу старе општине Горња Радгона.

## Становништво
У попису становништва из 2011. године, Слаптинци су имали 140 становника.
| Број становника према пописима | Број становника према пописима | Број становника према пописима |
| ------------------------------ | ------------------------------ | ------------------------------ |
| 1991                           | 2002                           | 2011                           |
| 156                            | 139                            | 140                            |